# Provinsmesterskabsturneringen 1929-30
Provinsmesterskabsturneringen 1929-30 var den 17. udgave af en fodboldturnering for herrer organiseret af DBU, hvor den bedste klub fra hver af de fem lokalunioner kæmpede om Provinsmesterskabet. Turneringen blev for anden gang vundet af B 1913. 

## 1. runde
|  |

| B 1901 | 6 - 1 | Rønne BK |
| ------ | ----- | -------- |
|        |       |          |

| Nykøbing Falster Stadion, Nykøbing Falster |

## 2. runde
| 29. juni 1930 |

| FIF Hillerød | 4 - 2 | B 1901 |
| ------------ | ----- | ------ |
|              |       |        |

| Hillerød |

| 29. juni 1930 |

| AaB                                                                          | 5 - 8   | B 1913 |
| ---------------------------------------------------------------------------- | ------- | --- |
| Carlo Nielsen 1-2', 45', 5-6' · Ejnar Hansen 37' · Verner Hedegaard 47 str.' | (3 - 5) | Harry Jensen selvmål 3' · Martin Petersen 5' · Henry Ludvigsen 16', 48' · Børge Jensen 36', 75 str.' · Kaj Seebach 44' · Peter Rasmussen 73' · |

| Aalborg Stadion, Aalborg Tilskuere: 1.500 |

## Finale
| 13. juli 1930 13.45 |

| B 1913 | 3 - 1   | FIF Hillerød |
| ------ | ------- | ------------ |
|        | (1 - 0) |              |

| Odense |